# Александар Меншиков (1673—1729)
Александар Данилович Меншиков (рус. Алекса́ндр Дани́лович Ме́ншиков; Москва, 16. новембар 1673 — Берјозово, 23. новембар 1729) је био руски кнез, државник и војсковођа, саветник и пратилац Петра Великог на његовим путовањима по Европи.
Истакао се у Северном рату против Швеђана. За владавине Катарине I и Петра II био је члан Врховног тајног савета и неограничено је владао Русијом. Године 1727. прогнан је у Сибир због злоупотребе положаја, где је и умро.